# Rafael Arozarena
Rafael Arozarena Doblado (* 4. April  1923 in Santa Cruz de Tenerife; † 30. September 2009 ebenda) war ein spanischer Schriftsteller. Die Anfänge des Dichters und Prosaisten sind mit Autoren wie Víctor Galtier oder Víctor Zurita verbunden; zusammen mit anderen Schriftstellern war er Teil der Fetasa-Gruppe. 1988 gewann er zusammen mit  Isaac de Vega den Literaturpreis der Kanaren.

## Werk
Das Werk von Rafael Arozarena umfasst sowohl Poesie als auch Prosa. Innerhalb des letztgenannten ist  sein bekanntestes Werk, Mararía, in seiner Heimat von großer Bedeutung, wo es als klassisches Werk der kanarischen Literatur gilt. Es wurde 1998 durch den Regisseur Antonio José Betancor mit der Schauspielerin Goya Toledo aus Lanzarote in der Rolle der Mararía und mit der Musik des Liedermachers Pedro Guerra aus Teneriffa verfilmt.
Rafael Arozarena arbeitete außerdem in großem Umfang in der Presse der Kanarischen Inseln mit. 

### Poesie
- Romancero canario (1946)
- A la sombra de los cuervos (1947)
- Aprisa cantan los gallos (1964)
- El ómnibus pintado con cerezas (1971)
- Desfile otoñal de los obispos licenciosos (1985)

### Prosa
- Mararía (1973)
- Cerveza de grano rojo (1984)
- La garza y la violeta (1996)